# Campeonato Europeo de Ciclismo BMX de 2017
El XXII Campeonato Europeo de Ciclismo BMX se celebró en Burdeos (Francia) entre el 14 y el 15 de julio de 2017 bajo la organización de la Unión Europea de Ciclismo (UEC) y la Federación Francesa de Ciclismo.
Las competiciones se realizaron en una pista temporal de BMX instalada en la plaza de los Quincunces de la ciudad francesa.

## Resultados
| Evento            | Oro                           | Plata                         | Bronce                       |
| ----------------- | ----------------------------- | ----------------------------- | ---------------------------- |
| Masculino (15.07) | Joris Daudet Francia          | Twan van Gendt · Países Bajos | Sylvain André Francia        |
| Femenino (15.07)  | Laura Smulders · Países Bajos | Elke Vanhoof · Bélgica        | Simone Christensen Dinamarca |

## Medallero
| Núm. | País         | Oro | Plata | Bronce | Total |
| ---- | ------------ | --- | ----- | ------ | ----- |
| 1    | Países Bajos | 1   | 1     | 0      | 2     |
| 2    | Francia      | 1   | 0     | 1      | 2     |
| 3    | Bélgica      | 0   | 1     | 0      | 2     |
| 4    | Dinamarca    | 0   | 0     | 1      | 1     |
|      | TOTAL        | 2   | 2     | 2      | 6     |